# منصة القرم

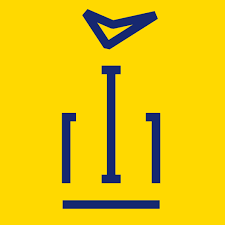
رمز ترمز له اوكرانيا لمنصة القرم

منصة القرم (بالأوكرانية: Кримська платформа) هي مبادرة دبلوماسية لأوكرانيا ورئيسها فولوديمير زيلينسكي. وهي مصممة لتكون آلية تنسيق دولية لاستعادة العلاقات بين روسيا وأوكرانيا عن طريق عكس ضم شبه جزيرة القرم عام 2014 من قبل الاتحاد الروسي. كما تمت مناقشة حماية حقوق الإنسان لتتار القرم، والتدهور البيئي وخنق التجارة في منطقة البحر الأسود وبحر آزوف. ستعقد القمة الافتتاحية للمنبر في 23 أغسطس 2021 عشية الذكرى الثلاثين لاستقلال أوكرانيا.

## الخلق والترويج
تم الإعلان عن خطط لمثل هذا الحدث من قبل وزارة إعادة دمج الأراضي المحتلة مؤقتًا، وفي الدورة 75 للجمعية العامة للأمم المتحدة في سبتمبر 2020. ظهرت أول إشارة لمبادرة منصة القرم في نوفمبر 2020 عندما قدمتها النائب الأول لوزير الخارجية أمينة جاباروفا لسفراء الدول الأعضاء في الاتحاد الأوروبي وناقشت الجوانب العملية لإشراك الاتحاد الأوروبي في أنشطته. بعد ذلك قامت السلطات الأوكرانية بحملة لإشراك الدول الغربية في المنصة. في 26 فبراير 2021 وقع الرئيس زيلينسكي مرسومًا "بشأن بعض الإجراءات التي تهدف إلى إنهاء احتلال وإعادة دمج الأراضي المحتلة مؤقتًا في جمهورية القرم المتمتعة بالحكم الذاتي ومدينة سيفاستوبول"، والتي قررت إنشاء اللجنة المنظمة لإعداد وعقد منصة القرم. رئيس اللجنة المنظمة للتحضير للقمة التأسيسية لمنهاج القرم هو وزير خارجية أوكرانيا دميترو كوليبا. ومن المتوقع أن يتم تمثيل منهاج القرم في الجمعية البرلمانية لمجلس أوروبا.

## الحاضرون
تمت دعوة القادة الأجانب لاحتفالات الذكرى الثلاثين والقمة، بما في ذلك ما يلي:
- الرئيس الأمريكي جو بايدن.
- الرئيسة اليونانية كاترينا ساكيلاروبولو.
- الرئيس الليتواني جيتاناس نوسيدا.
- رئيس مولدوفا مايا ساندو.

بحسب وزير الخارجية دميترو كوليبا فإن روسيا تحاول تقويض الثقة بمنهاج القرم ومنع الدول الأخرى من المشاركة فيه. وعلى الرغم من ذلك تتوقع القمة الأولى حضور ممثلين عن 30 دولة تقريبًا.